# 1997 QE2
1997 QE2 är en asteroid i huvudbältet som upptäcktes den 27 augusti 1997 av de båda japanska astronomerna Takeshi Urata och Yoshisada Shimizu vid Nachi-Katsuura-observatoriet.